# 수리야스트라
수리야스트라(산스크리트어: सूर्यस्त्र)는 힌두 신화에 나오는 저명한 아스트라 중 하나이다. 이것은 힌두 신 수리야의 무기이다. 이것은 어둠을 파괴하고 하늘을 밝히며 수역을 말리는 밝은 에너지를 생성한다. 이것은 라마, 라바나, 카르나, 아티카야 등을 포함한 여러 전사들에 의해 라마야나, 마하바라타, 푸라나에서 사용되었다.

## 용례
라마야나에서 아티카야는 락슈마나의 아그네야스트라에 맞서 이 무기를 사용했다. 라바나가 라마에 맞서 이것을 사용했을 때, 그것은 하늘 전체뿐만 아니라 달과 다른 행성들까지 밝게 비추고 불타올랐다. 마하바라타에서는 카르나와 비슈마와 같은 많은 전사들이 이 무기를 소유했다.

## 같이 보기
- 아스트라